# Восток (Ишимбайский район)
Восто́к (баш. Восток) — деревня в Ишимбайском районе Башкортостана, входит в состав Ишеевского сельсовета.

## История
Прежнее название: Третий Интернационал.

## Население
| 2002 | 2009 | 2010 |
| ---- | ---- | ---- |
| 190  | ↗209 | ↗223 |

## Географическое положение
Находится у дороги Стерлитамак — Магнитогорск, на правом берегу реки Селеук.
Расстояние до:
- районного центра Ишимбай: 23 км,
- центра сельсовета Ишеево: 5 км,
- ближайшей ж/д станции Стерлитамак: 10 км.

## Инфраструктура
В деревне пять улиц:
- Восточная
- Мира
- Подгорная
- Энергетиков
- Олимпийская

## Экономика
- Частная пилорама
- Частная ферма крупно-рогатого молочного скота
- Автосервис

## Промышленность
Возле деревни на правом берегу реки Селеук, в 30 км к юго-востоку от города Ишимбая, разрабатывается Селеукское месторождение гипса. Фосфоритная серия приурочена к верхней части швагериновой толщи ассельского яруса и представлена доломитизированными афанитовыми известняками с прослоями органогенного известняка, фосфоритами и линзами кремней.
Шихан Шахтау — официальное месторождение известняков разрабатывается для Стерлитамакского содово-цементного комбината (ОАО «Сода»). К 1975 году вершинная часть Царь-Горы была снижена разработками более чем на 35 метров.

## Медицина
21 января 2016  года состоялось торжественное открытие фельдшерско-акушерского пункта с кабинетами фельдшера, медперсонала, временного пребывания родильниц, приема детей. Общая площадь здания составила 95,9 м², застройки — 127, 4 кв. м. На строительство затрачено более 3,3 млн рублей, на условиях софинансирования из федерального бюджета.